# Языки Ганы
Официальным языком Ганы является английский. У 9 языков есть статус «поддержки правительства»: акан, эве, дагбани, адангме, дагари, га, нзима, гонджа, касем. У акан есть два литературных диалекта: тви и фанте. Считается что в стране используется около 80 языков.
Используемый диалект английского носит название Ghanaian Pidgin English (GhaPE, Kru English, акан. kroo brofo), и представляет собой разновидность континуума West African Pidgin English.

## Классификация языков
Языки Ганы относятся к следующим ветвям в пределах нигеро-конголезской семьи. Старые группы классифицируют их как ква, гур и манде:
- Языки гбе
- Языки гур
- Языки ква
- Языки куланго
- Языки манде
- Языки сенуфо

## Жестовые языки
На территории Ганы представлены несколько жестовых языков. Ганский жестовый язык является основным средством общения неслышащих жителей городов. Он используется в учреждениях образования для людей с нарушениями слуха, а также выступает целевым языком сурдоперевода на телевидении и на религиозных встречах. Зарождение ганского жестового языка произошло в 1957 году и связано с деятельностью американского миссионера Эндрю Фостера. Влияние Фостера стало причиной того, что ганский жестовый язык имеет много общих черт с амсленом. 
В некоторых сообществах Ганы, прежде всего религиозных, используется американский жестовый язык.
Кроме того, на территории Ганы зародилось несколько деревенских жестовых языков. Они возникли в тех посёлках, где большая доля населения имела наследственную глухоту. Жестовый язык деревни Адаморобе гораздо старше, чем ганский жестовый язык, его история насчитывает не менее 200 лет. Языком Адаморобе владеют около 40 лишённых слуха жителей деревни и многие слышащие. Нанабинский жестовый язык используется в деревне Экамфи в центральном регионе Ганы. Он сформировался внутри семьи, многие члены которой имеют наследственные нарушения слуха. Нанабинский жестовый язык является родным языком для 25-30 человек.